# Ibelin János jaffai és aszkaloni gróf
Ibelin János jaffai és aszkaloni gróf (1215–1266) az Ibelin nemzetség tagja, neves jogtudós, ő írta a Jeruzsálemi Királyság történetének leghosszabb és legkimerítőbb jogi traktátusát. Ibelin Fülöp ciprusi régens és Montbéliard-i Aliz házasságából született, unokaöccse volt I. Ibelin János bejrúti úrnak. A nagybátyjától és más, János nevű rokonaitól való megkülönböztetés céljából gyakran Jaffai Jánosnak nevezik.

## Ifjúkora
Valószínűleg Cipruson, a Mórfouhoz közeli Periszteróna faluban született. Családja volt az Ibelin nemzetség első ága, amely Ciprusra tette át székhelyét, ahol apja, Fülöp 1218-tól 1227-ig régensként kormányzott. Amikor II. Frigyes német-római császár 1228-ban elfoglalta az Ibelinek szigeti birtokait, családjával együtt elmenekült Ciprusról. Átmenetileg Észak-Palesztinában telepedtek le, ahol a családnak uradalmai voltak. Részt vett, sőt súlyosan megsebesült az 1232-es Casal Imbert-i csatában, amelyben nagybátyja, János bejrúti úr vereséget szenvedett Filangieri Richárdtól, Frigyes megbízottjától. Ugyancsak részt vett a néhány hónappal későbbi agridi csatában, ahol az Ibelinek végleg legyőzték Frigyes ciprusi párthíveit. 1240 körül feleségül vette Barbaroni Máriát, I. Hetum örmény király húgát, aki egyben I. Henrik ciprusi királynak, János unokaöccsének (Ibelin Eschiva unokájának) sógornője volt. 1241-ben valószínűleg ő készítette azt a tervezetet, amely békét teremtett volna az Ibelinek és a császár között azzal, hogy Simon de Montfort, Leicester 6. grófja kapja meg a Jeruzsálem baillije vagyis régenshelyettese címet, aki Frigyes akkori feleségének, Angliai Izabellának a sógora volt. Frigyes azonban nem méltatta válaszra a javaslatot, és az Ibelinek tovább civakodtak a Stauf-házzal, 1242-ben elhódítva tőlük Türoszt. Az ostromban János is harcolt.

## Grófi címe
Valamikor 1246 és a hetedik keresztes hadjárat között, valószínűleg 1247 júniusa előtt János megkapta Jaffa és Aszkalon grófságát, valamint a régi családi birtokot, Ramlát is. Jaffa és Aszkalon többször cserélt gazdát a múltban, utoljára IV. Walter brienne-i grófé volt (aki Ibelin Eschiva unokáját, Lusignan Máriát vette feleségül), az ő fiát, János brienne-i grófot fosztotta meg tőlük ez az Ibelin-területgyarapítás. Akkor kerülhetett rá sor, amikor I. Henrik ciprusi király, János első unokatestvére Jeruzsálem régense lett, és palesztinai birtokokat adományozott ciprusi báróinak, hogy megalapozza jeruzsálemi hatalmi bázisát. Jaffa egyébként ekkor már jelentéktelen kikötőváros, Aszkalont pedig 1247-ben, néhány hónappal az adományozás után a mamlúkok örökre elhódították az őrzésükre bízott johannitáktól, tehát János tulajdonképpen csak címzetes birtokosává vált.

## Keresztes
1249-ben János csatlakozott a hetedik keresztes hadjárathoz, és IX. Lajos francia király oldalán részt vett Damietta ostromában. Lajos a város visszavételekor az ajjúbidák fogságába esett, Jánosnak azonban sikerült elmenekülnie. Lajos 1252-ben szabadult, és Jaffába vitorlázott seregével. Főhadparancsnoka és krónikása, Jean de Joinville igen kedvező képet fest Jánosról, és megörökíti címerét is, amely vélhetőleg az Ibelin nemzetség címere volt egyben: „piros talpas kereszt arany mezőben”. János ekkoriban már a Kelet kiemelkedő bárója volt, levelezett III. Henrik angol királlyal és IV. Ince pápával, aki megerősítette őt a jaffai és aszkaloni grófság birtokában.
I. Henrik 1253-ban meghalt, IX. Lajos 1254-ben hazament a Szentföldről, és János lett a jeruzsálemi régens. Békét kötött Damaszkusszal, és Jeruzsálem haderejével rátámadt Aszkalonra, az egyiptomiak pedig válaszul 1256-ban ostrom alá vették Jaffát. János legyőzte őket, felmentette Jaffát (bár Aszkalont nem tudta visszahódítani), majd átadta a régensséget unokatestvérének, Arszúfi Jánosnak.

## Politikus
1256-ban Akkó városában kitört a háborúság a genovai és a velencei kalmárkolóniák között, amelyben Arszúfi János a genovaiakat, Ibelin János pedig a velenceieket támogatta. Ibelin János és VI. Bohemund antiochiai fejedelem meghívta az előbbi unokatestvérének, I. Henriknek az özvegyét, egyben az utóbbinak a nővérét, Plaisance ciprusi anyakirálynét, hogy a távollevő Konradin kiskorú király nevében vegye át Jeruzsálem régensének tisztét. A velenceiek azonban a politikai helyzet stabilizálása nélkül is győzelmet arattak az 1258-as tengeri ütközetben, és a genovaiak kivonultak Akkóból. Plaisance és kiskorú fia, II. Hugó jelenléte végül is csökkentette Ibelin János befolyását Akkóban, a Jeruzsálemi Királyság fővárosában, mert Plaisance, aki 1258-ban régens lett, nemrégi apósát, Arszúfi Jánost, második férje, Arszúfi Balian apját (1254 és 1258 között voltak házasok Baliannal, nem sokkal Plaisance régensségének kezdete előtt váltak el) nevezte ki baillijévé. A dolog érdekessége, hogy Arszúfi János még ebben az évben meg is halt, Ibelin János pedig 1260 körül (talán befolyása visszaszerzéséért is) nagy botrányt kiváltó viszonyt kezdett Plaisance-szal, ami miatt IV. Orbán pápa hivatalos tiltakozólevelet küldött. János felesége, Mária a gyermekeivel akkoriban már állítólag külön élt. Mária 1263-ban meglátogatta halálos beteg apját, Barbaroni Konstantint Kilikiában, majd még abban az esztendőben ő is meghalt.
Bajbarsz szultán fegyverszünetet kötött Jánossal, mert a mamlúk uralkodónak a mongolokkal kellett harcolnia Palesztinában, de a béke nem tartott sokáig. Bajbarsz valószínűleg hűbérbirtokává tette Jaffát, mert feljegyzések szólnak arról, hogy ennek kikötőjéből szállíttatott élelmet Egyiptomba. János 1266-ban meghalt, a mamlúkok pedig 1268-ban egyszer s mindenkorra bevették Jaffát.
János az Ibelin család negyedik generációjához tartozott, amelynek tagjai között már felütötte fejét a széthúzás. Nemcsak ő, Ibelin Fülöp fia és Arszúfi János, I. Ibelin János bejrúti úr fia torzsalkodott egymással, úgy is mint első unokatestvérek, hanem Fülöp és I. János nővérének, Ibelin Helvisnek a fia, Montforti Fülöp türoszi úr is megakadályozta 1251-ben Arszúfi János egy törvénytervezetének keresztülvitelét az Haute courban, Helvis másik fia, Szidóni Balian pedig sokáig Frigyes oldalán állt.

## Műve
Ibelin János 1264 és 1266 között állította össze hatalmas jogi dokumentumát, A Jeruzsálemi Legfelsőbb Bíróság rendeletei című kompilációt, amely nemcsak az Haute cour rendeleteiről és működéséről ad felvilágosítást, hanem ezek nyomán a szentföldi feudális rend kialakulását, szerkezetét is bemutatja, egészen odáig, hogy melyik főnemes és kisebb birtokos hány lovag szolgálatával tartozott a koronának.

## Családja
Ibelin Jánosnak kilenc gyermeke született Barbaroni Máriától:
- Jakab (kb. 1240 – 1276. július 18.), 1266-tól Jaffa és Aszkalon grófja
- Fülöp, meghalt 1263 után
- Ibelin Guidó, 1276-tól Jaffa és Aszkalon címzetes grófja
- János, meghalt 1263 után
- Hetum
- Osin
- Margit (kb. 1245 – 1298 után), az anyja által alapított Türoszi Miasszonyunk bencés kolostortemplom apátnője Nicosiában
- Izabella (kb. 1250 – 1298 után)
- Mária, meghalt 1298 után